# EL*KE
EL*KE ist eine deutsche Rockband, die bis 2008 bei it.sounds unter Vertrag stand. Der Name der aus Haren im Emsland stammenden Band rührt von einem Autokennzeichen her, das bei ihren Auftritten immer zu sehen war. Ende 2002 zogen die Mitglieder der Band nach Berlin, ab 2008 wurde keine Musik mehr veröffentlicht. Im Juni 2023 feierten EL*KE dann vor 10.000 Zuschauern auf dem Lautfeuer-Festival in Lingen ihr erneutes Comeback mit neuer Band-Besetzung.

## Geschichte
Am 4. April 2005 erschien die Debüt-Single Adrenalin. Gut zwei Monate später, am 25. Juli 2005 folgte die zweite Single Dach. Am 8. August 2005 wurde ihr Debütalbum Wilder Westen veröffentlicht. Die CD wurde von Olaf O.P.A.L. produziert.
Bekannt geworden ist die Band u. a. durch Live-Auftritte bei der Boarderweek in Val Thorens. Am 10. September 2005 trat sie beim Abschlusskonzert der Friss oder stirb Tour von Die Toten Hosen als Vorband neben New Model Army und den Beatsteaks auf. Außerdem trat sie im August 2005 beim Taubertal-Openair-Festival auf der „Sounds For Nature“-Bühne auf.
Im Mai 2006 erreichte EL*KE den zweiten Platz der Jägermeister Rock:Liga. Zwölf Mitstreiter versuchten durch diverse Liveauftritte den Preis der JägerMeisterschale zu gewinnen. Hierbei wurde der Sieg durch Publikumsgeschrei ermittelt. Zum Sieg fehlten EL*KE lediglich 0,3 dB und Deichkind wurden zum Sieger erklärt. Daneben wurde ihr Auftritt von Seiten der Jury, bestehend aus MTV-Moderator Markus Kavka und Schauspieler Jürgen Vogel, zur besten Rockshow des Abends erklärt.
Im Januar 2007 erschien ihr zweites Album, das den Namen Wir müssen hier raus trägt. Daraus wurde neben Ich mag dich auch das Stück Traumfrau ausgekoppelt.
Für den im März 2008 in den Kinos angelaufenen Die Welle lieferte die Band eine Coverversion des Ramones-Stücks Rock ’n’ Roll High School, der für den Film die Anfangsszene darstellt. Schauspieler Jürgen Vogel singt in diesem Film den gesamten Song mit.
Das Album mit dem Titel Häuser stürzen ein erschien am 4. Juli 2008. Für das Album hat Farin Urlaub ein Stück mit dem Titel Warum auch immer geschrieben.
Zudem haben sie Billy Idol auf seiner Deutschland-Tour im Sommer 2008 begleitet und waren neben ihren Auftritten bei Rock am Ring und Rock im Park auch die Vorband bei einigen Konzerten von Iggy Pop & The Stooges.
Mit einer Ausnahme eines einmaligen Festivalauftrittes im Spätsommer 2011 auf dem Rüt’n Rock Open Air in ihrer Heimatstadt Haren sind die Bandaktivitäten seit 2009 eingestellt.
Seit 2009 orientierten sich die Bandmitglieder anderweitig. Mücke ist derzeit als Musiker bei Madsen Liveshows gebucht, Hubi engagiert sich in vielen Projekten (Bella Wreck, this love is deadly, Serge from France) und Peter hat mit seinem Solo-Projekt BOLLMER in den Jahren 2014–2017 zwei Alben veröffentlicht und 45 Support-Shows von UNHEILIG gespielt.
2022 beschloss die Band ein Comeback und kündigte ein Reunion-Konzert auf dem Meppener Jam an.
Im Juni 2023 trat die Band auf dem Lautfeuer Festival vor 10.000 Besuchern in Lingen mit zwei neuen Bandmitgliedern auf. Hier spielte die Band neue, bislang unveröffentlichte Songs.

## Diskografie
- 2005: Wilder Westen (Album, It.sounds)
- 2006: Elke Live (EP, Labels)
- 2007: Wir müssen hier raus (Album, It.sounds)
- 2008: Häuser stürzen ein (Album, It.sounds)